# 伯德特 (密蘇里州)
伯德特（英語：Burdett）是位於美國密蘇里州貝茨縣的非建制地區。

## 歷史
伯德特的郵局於1870年設立，其後於1904年停運。

## 地理
伯德特所處的海拔為高於海平面264米（即866英呎），而該地所採用的時區為UTC-6，即北美中部時區（CST）。同時該地設有夏令時間，為UTC-6調快一小時，即UTC-5（CDT）。